# Мор Дам, Петер
Петер Мор Дам (фар. Peter Mohr Dam; 11 августа 1898, Скопин, Сандой, Фарерские острова — 8 ноября 1968, Торсхавн, Фарерские острова) — фарерский государственный деятель, премьер-министр Фарерских островов (1959—1963 и 1967—1968).

## Биография
Родился в семье торговца. Получил педагогическое образование и работал учителем. В 1927—1930 гг. — председатель ассоциации учителей: 1934—1959 гг. являлся редактором газеты Социал-демократической партии Фарерских островов.
Являлся основателем и до своей смерти — председателем Социал-демократической партии. С 1925 г. являлся бессменным председателем муниципального совета города Твёройри.
- 1928 г. и до конца жизни — депутат Лёгтинга,
- 1958—1963 и 1967 г. и до конца жизни — премьер-министр Фарерских островов,
- 1948—1957 и 1964—1967 гг. — один из двух депутатов датского Фолькетинга от Фарер.

Также являлся автором нескольких литературных произведений. Его сын Атли Дам трижды возглавлял правительство Фарерских островов.